# Tiamastus callens
Tiamastus callens är en loppart som först beskrevs av Jordan et Rothschild 1923.  Tiamastus callens ingår i släktet Tiamastus och familjen Rhopalopsyllidae. Inga underarter finns listade i Catalogue of Life.